# Stenus sylvester
Stenus sylvester är en skalbaggsart som beskrevs av Wilhelm Ferdinand Erichson 1839. Stenus sylvester ingår i släktet Stenus, och familjen kortvingar. Enligt den finländska rödlistan är arten nära hotad i Finland. Enligt den svenska rödlistan är arten otillräckligt studerad i Sverige. Arten förekommer i Götaland och Svealand. Artens livsmiljö är strandängar vid sötvatten.